# Maršovice (Jablonec nad Nisou-i járás)
Maršovice település Csehországban, Jablonec nad Nisou-i járásban. Maršovice Skuhrov, Pěnčín, Jablonec nad Nisou és Dalešice településekkel határos. Lakosainak száma 619 fő (2024. január 1.).

## Népesség
A település lakosságának változását az alábbi diagram mutatja:
| Lakosok száma | 496  | 621  | 679  | 466  | 387  | 359  | 565  | 603  | 627  | 619  |
|               | 1869 | 1890 | 1921 | 1950 | 1980 | 2001 | 2017 | 2019 | 2022 | 2024 |